# Etiopía en los Juegos Paralímpicos de Atenas 2004
Etiopía estuvo representada en los Juegos Paralímpicos de Atenas 2004 por un deportista masculino. El equipo paralímpico etíope no obtuvo ninguna medalla en estos Juegos.